# Einwohnerentwicklung von Racibórz

Stadtwappen

Dieser Artikel gibt die Einwohnerentwicklung von Ratibor/Racibórz tabellarisch und grafisch wieder.
Am 30. Juni 2012 betrug die Amtliche Einwohnerzahl für Racibórz 56.195. Die höchste Einwohnerzahl hatte Racibórz nach Angaben der GUS im Jahr 1991 mit 65.300 Einwohnern.

## Einwohnerentwicklung

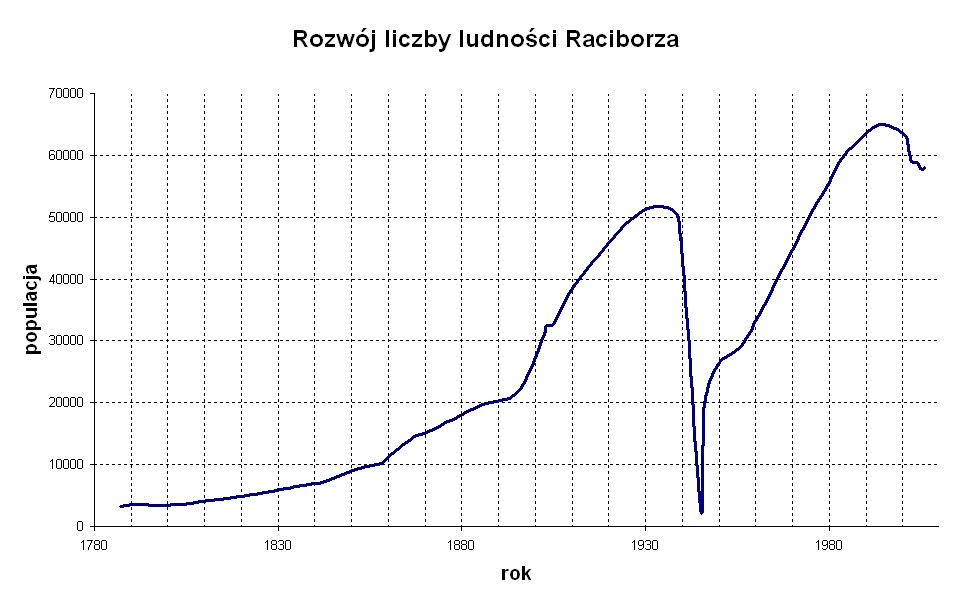
Einwohnerentwicklung der Stadt Racibórz

- 1933 – 51 680
- 1939 – 50 004
- 1945 – ca. 3 000
- 1946 – 19 605
- 1950 – 26 447
- 1955 – 29 903
- 1957 – 29 830
- 1960 – 32 523
- 1961 – 33 900
- 1962 – 34 600
- 1963 – 35 500
- 1964 – 36 100
- 1965 – 36 561
- 1966 – 37 000
- 1967 – 38 500
- 1968 – 39 400
- 1969 – 40 200
- 1970 – 40 600
- 1971 – 40 643
- 1972 – 41 300
- 1973 – 42 200
- 1974 – 45 338
- 1975 – 45 913
- 1976 – 46 200
- 1977 – 50 800
- 1978 – 51 400
- 1979 – 52 900
- 1980 – 55 532
- 1981 – 57 182
- 1982 – 57 973
- 1983 – 58 805
- 1984 – 59 819
- 1985 – 61 011
- 1986 – 61 773
- 1987 – 62 493
- 1988 – 61 791
- 1989 – 62 833
- 1990 – 64 394
- 1991 – 65 300
- 1992 – 64 327
- 1993 – 64 875
- 1994 – 65 071
- 1995 – 65 041
- 1996 – 64 961
- 1997 – 64 523
- 1998 – 64 273
- 1999 – 64 093
- 2000 – 63 484
- 2001 – 62 964
- 2002 – 59 290
- 2003 – 58 778
- 2004 – 58 310
- 2005 – 57 755
- 2006 – 57 170
- 2007 – 56 919
- 2008 – 56 727
- 2009 – 56 484
- 2010 – 56 397[1]
- 2012 – 56.195 (30. Juni)[2]

a = Volkszählungsergebnis